# New Haven (Illinois)
Pour les articles homonymes, voir New Haven (homonymie).
New Haven est un village du comté de Gallatin dans l'Illinois, aux États-Unis,. Situé au nord-est du comté, il est incorporé le 7 août 1894.

## Démographie
Lors du recensement de 2010, le village comptait une population de 433 habitants. Elle est estimée, en 2016, à 399 habitants.

## Source de la traduction
- (en) Cet article est partiellement ou en totalité issu de l’article de Wikipédia en anglais intitulé « New Haven, Illinois » (voir la liste des auteurs).